# Garrigues (région naturelle)
Pour les articles homonymes, voir Garrigues.
Les Garrigues sont une région naturelle française partagée entre les départements du Gard et de l'Hérault, dans la région Occitanie.

## Etymologie
Le mot garrigue apparaît au XVIe siècle, il vient de l’occitan garriga, issu du latin médiéval garrica. Toutefois, le masculin en ancien occitan est garric (« chêne kermès »), l’équivalent dans le domaine d'oil est jarrie, une racine qui a également généré de nombreux toponymes.

## Géographie

### Situation
La région des Garrigues couvre le centre du département du Gard et l'est du département de l'Hérault. Cette région est circonscrite par les Cévennes  et le causse du Larzac (montagne de la Séranne) au nord, les Costières et la Petite Camargue au sud, la vallée du Rhône à l'est et la vallée de l'Hérault à l'ouest. Plus localement, les Garrigues dites « nîmoises » et « montpelliéraines » désignent les parties de ce territoire situées au nord-ouest des communes de Nîmes et de Montpellier.
La partie gardoise des Garrigues est composée de plateaux peu élevés (garrigues de Lussan, de Valliguières et de Nîmes, Bois des Lens,) et de vastes bassins (plaines de Pompignan et de Lédignan, L'Uzège, La Gardonnenque, Le Sommièrois, La Vaunage). Tandis que la partie héraultaise est principalement composée des garrigues de Montpellier, dominées par le pic Saint-Loup, et des montagnes qui les entourent au nord (monts de Saint-Guilhem, vallée de la Buèges, Le Gangeois) et au sud (causse d’Aumelas, montagnes de la Moure et de la Gardiole).
Le vaste territoire des Garrigues s'étend sur une superficie approximative de 3 500 km². D'un point de vue administratif, il concerne ainsi plus de 200 communes gardoises et héraultaises, réparties sur une dizaine d'intercommunalités. D’après l’Encyclopédie vivante des garrigues, le « pays des Garrigues » s’étend sur environ 380 000 ha répartis dans deux départements : le Gard (235 000 ha) et l’Hérault (145 000 ha).

### Relief
Le relief des Garrigues est principalement composé de plateaux calcaires d'une altitude moyenne pouvant varier de 150 à 250 mètres, ponctués de collines et de bassins marneux. Plusieurs éminences jalonnent ce paysage karstique, à l'instar du mont Bouquet (629 mètres) dans le Gard ou du pic Saint-Loup (658 mètres) dans l'Hérault.

### Hydrographie
Les cours d'eau majeurs des Garrigues sont la Cèze, le Gardon, le Vidourle et l'Hérault. Tous ces cours d'eau prennent leur source dans les montagnes des Cévennes et ont parfois creusé de profondes vallées, à l'instar des gorges du Gardon et des gorges de l'Hérault. Le sous-sol de cette région calcaire est parcouru par de nombreux cours d'eau souterrains alimentant des résurgences.

## Milieu non naturel

### Flore
La région tire son nom de la garrigue, formation végétale adaptée au climat méditerranéen. Parmi les principales essences des Garrigues, on trouve ainsi le chêne vert, le chêne kermès, le chêne pubescent, le pin d'Alep, l'érable de Montpellier, l'arbousier, le genévrier cade, l'alaterne, la viorne tin, le genêt épineux, le buis, le pistachier térébinthe, le chèvrefeuille, la salsepareille, les cistes cotonneux et montpelliérain, le romarin, le thym, le brachypode...

### Faune
Parmi les espèces animales des Garrigues les plus emblématiques, on trouve notamment le sanglier, l'aigle de Boneli, le lézard ocellé, la cigale...

## Histoire
Dans la région des Garrigues, la présence d'une végétation basse sur un sol découvert résulte d'une action humaine sur le milieu, une érosion anthropique. 
Les forêts de chênes blancs et verts prédominaient jusqu'au début du Moyen Âge et leur surexploitation sans préservation de la ressource ont quasiment fait disparaître ce couvert ancestral. Déjà au Moyen Âge, il fallut réagir pour empêcher les coupes à blanc des collines pour le chauffage et l'arrachage du thym qui ont laissé le sol découvert et provoqué une érosion massive, accentuée par l'activité pastorale. 
Les forêts du Languedoc ont fourni le bois de chêne blanc des navires du XVIIIe siècle. Les verriers puis la révolution industrielle se sont alimentés du charbon de bois tiré du chêne vert ; les photos du début du XIXe siècle sont éloquentes, on y voit la totalité des reliefs à nu.
Aujourd'hui, la reconquête de ces espaces par la végétation se fait sur des sols dégradés par des espèces résistant à la chaleur et au manque d'eau, créant cette garrigue que beaucoup pensent originelle.

## Galerie de photos

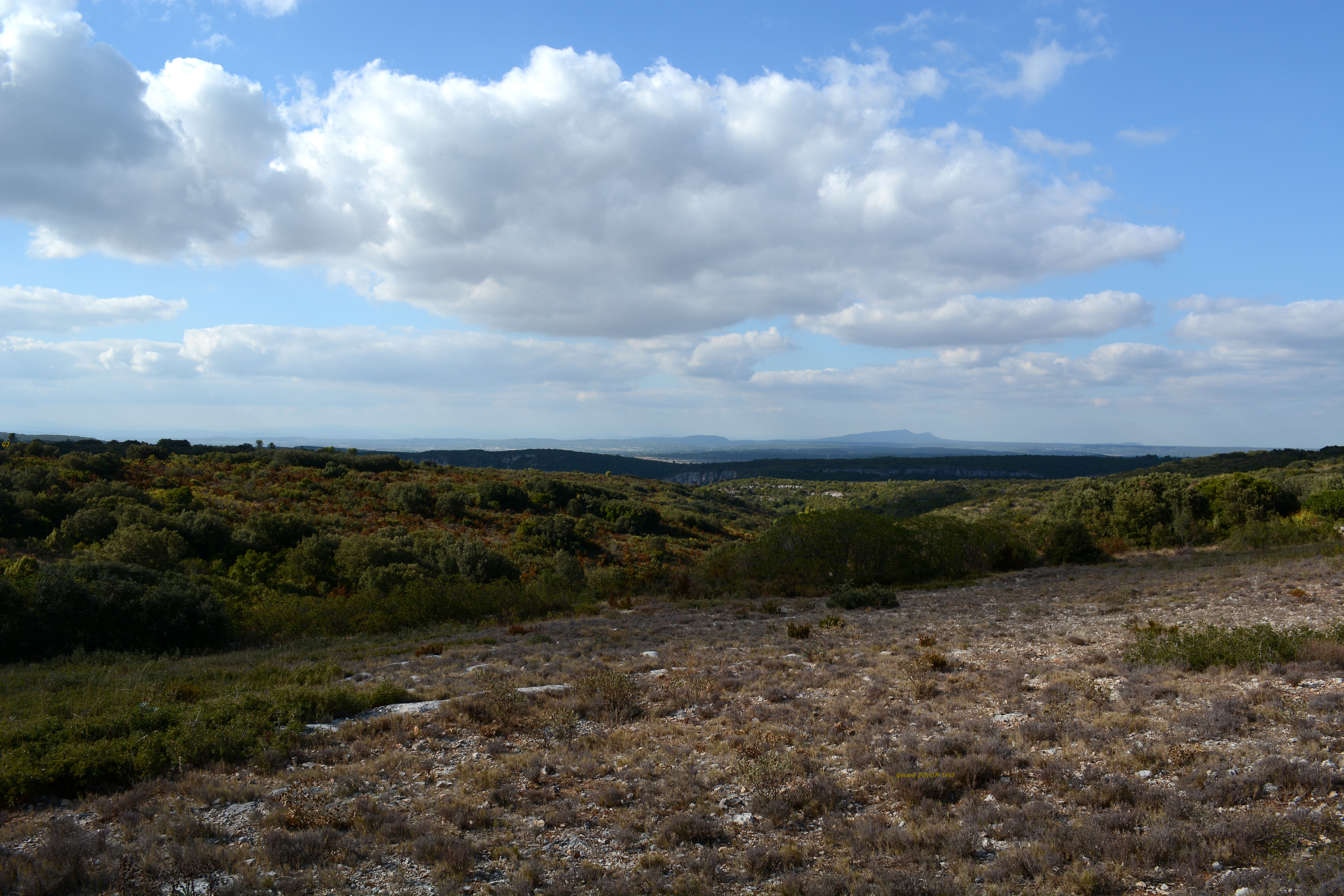
L'arrière-pays nîmois.
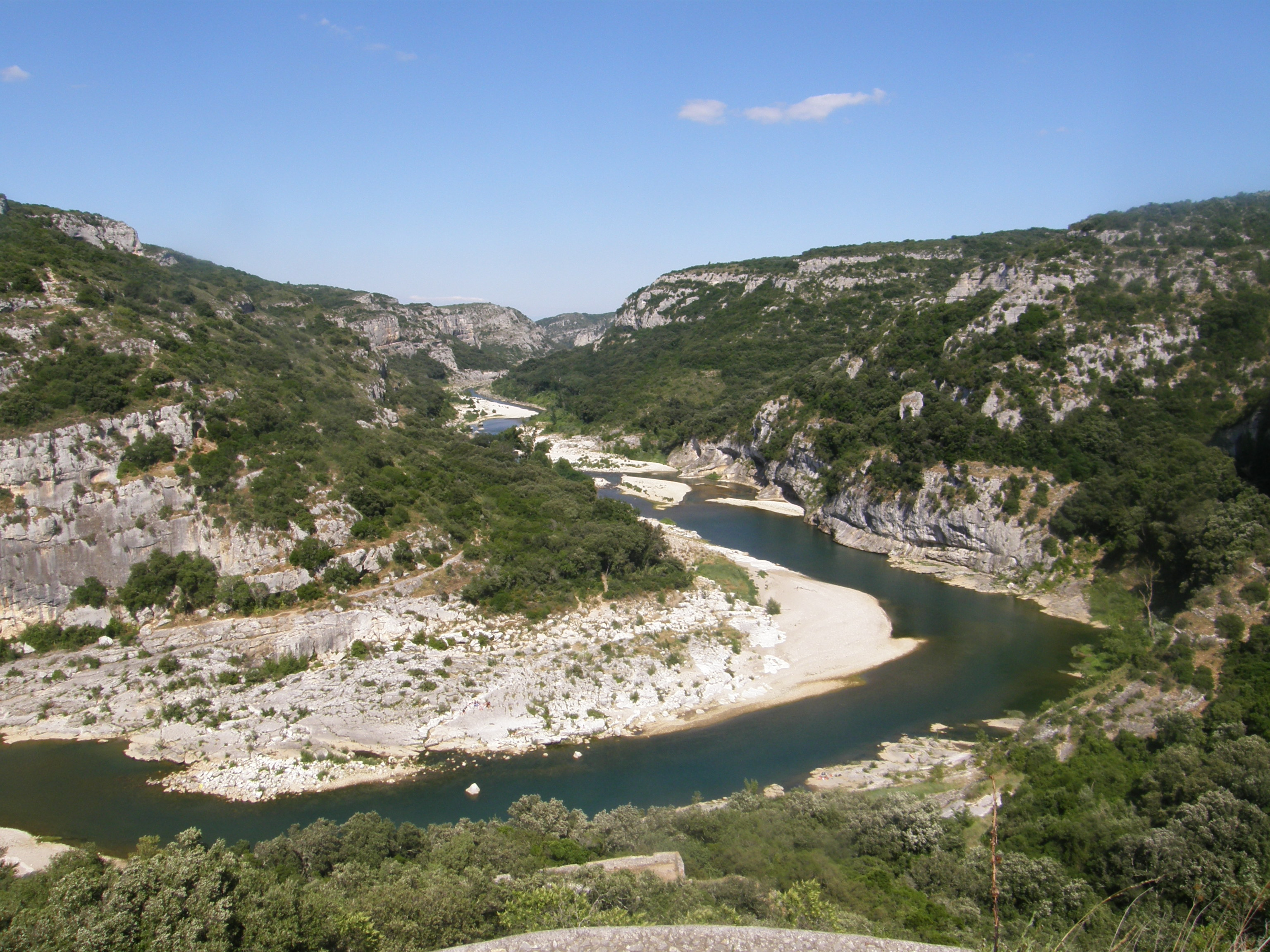
Les gorges du Gardon.
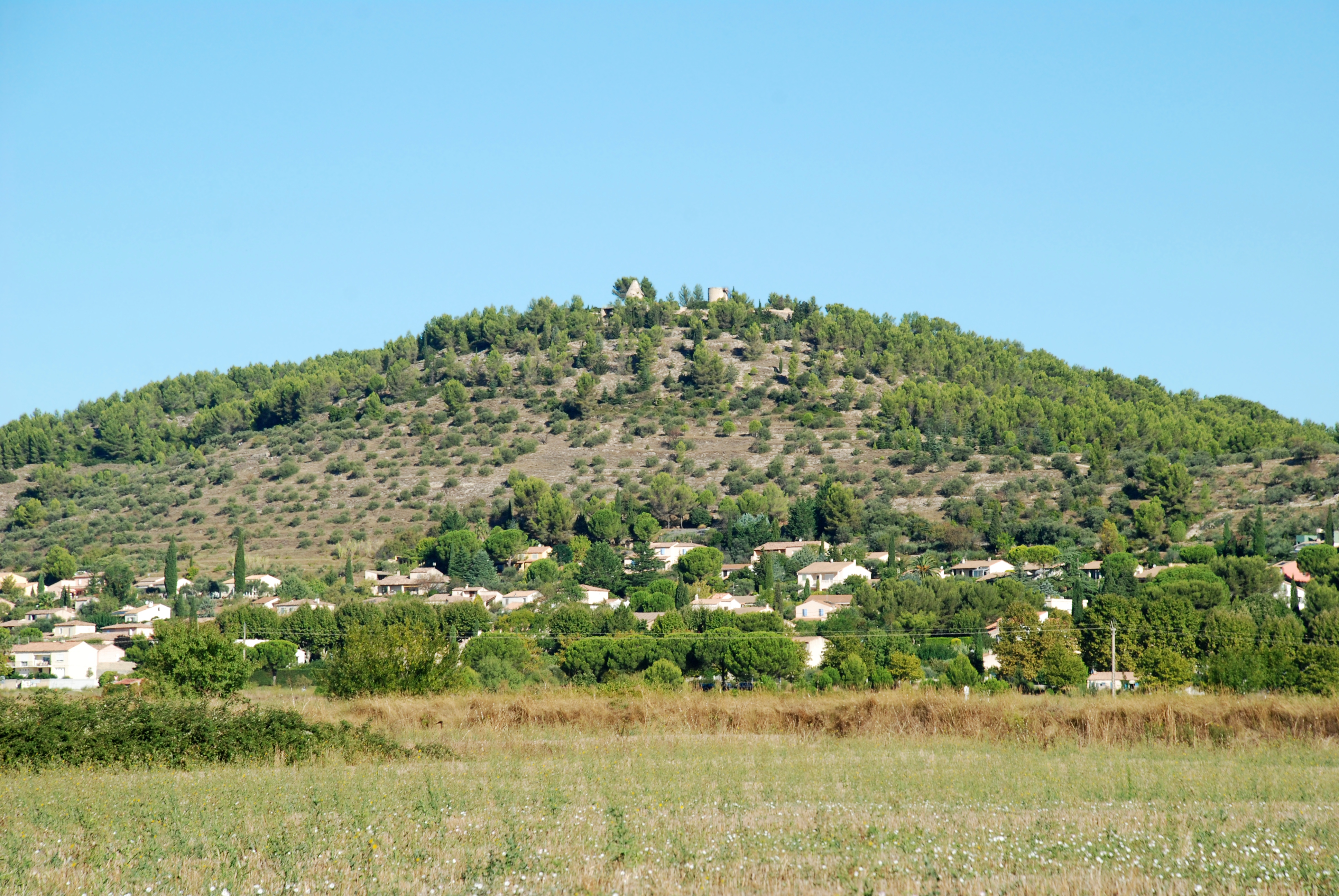
Le roc de Gachone.
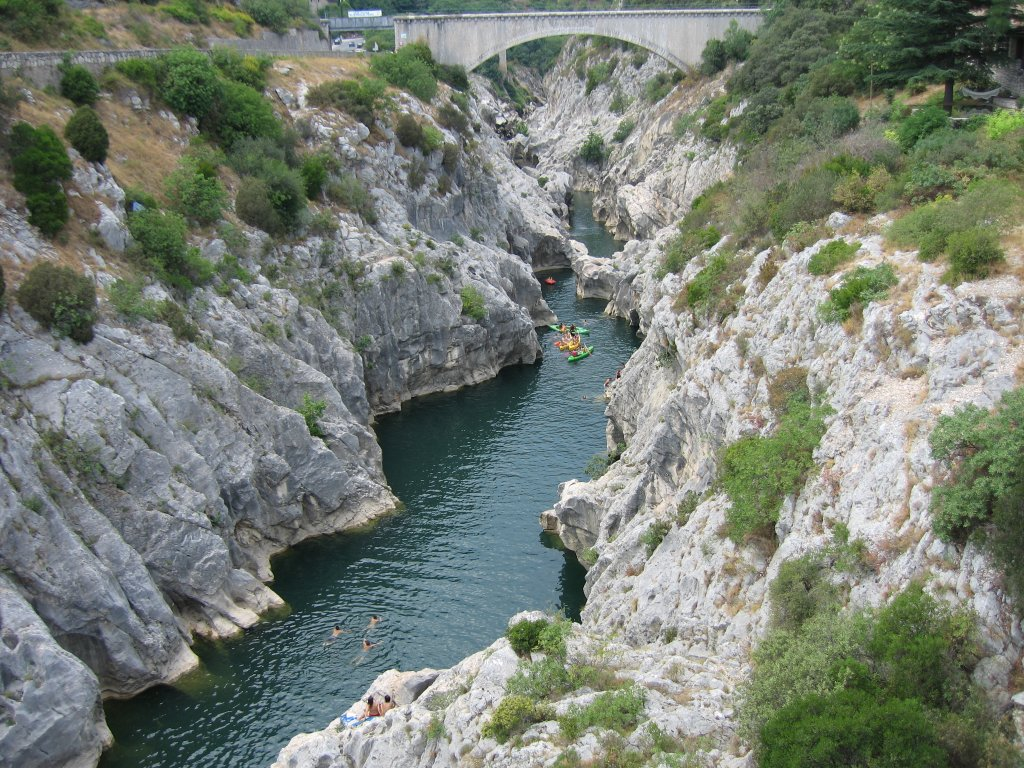
Les gorges de l'Hérault.
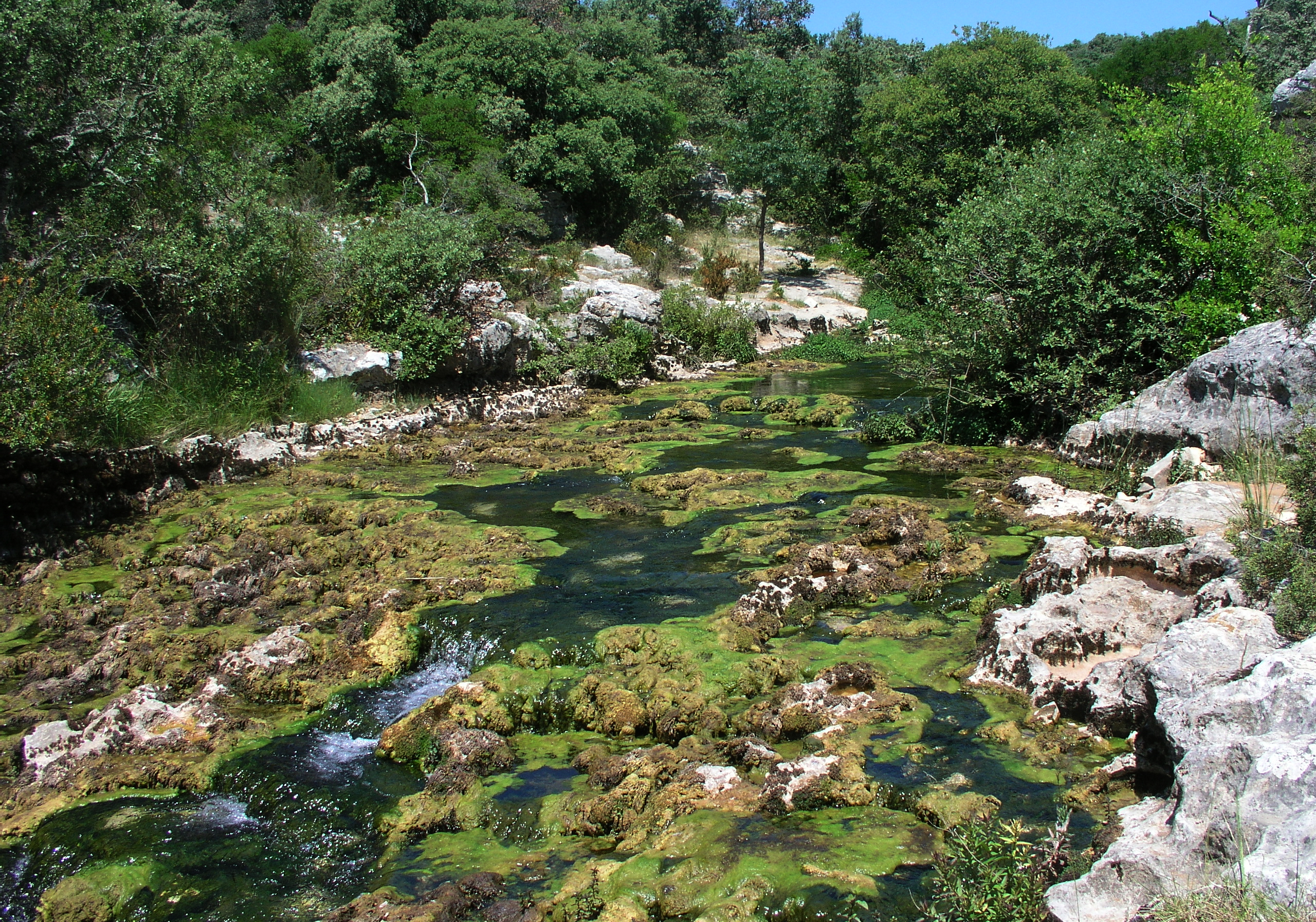
Le Lamalou près de sa source (Rouet).